# Slaget vid Getaryggen

Slaget vid Getaryggen stod den 31 oktober 1567 vid Västra Jära by, 13 kilometer väster om Jönköping. Händelserna utspelade sig under nordiska sjuårskriget, vilket pågick mellan 1563 och 1570. Den danske fältöversten Daniel Rantzau gjorde ett blixtangrepp på Småland och Östergötland senhösten 1567.  Hela fälttåget finns beskrivet i den krigsdagbok som senare sammanställdes i Rantzaus namn.

## Upptakt
Den danska armén bestod av 4 000 man värvat fotfolk samt ett par tusen ryttare. Dessutom ingick ett stort antal icke stridande, en tross med 900 vagnar och tolv kanoner. Till stor del rörde det sig om tyska, skotska och danska yrkessoldater. Den 20 oktober 1567 bröt den danska armén upp från Halmstad. Efter tre dagar korsade man riksgränsen vid Långaryd i Småland och utförde en ilmarsch på dåliga vägar. 
Man följde Nissastigen upp mot Jönköping som var det första etappmålet. Armén brände, plundrade och skövlade gårdar i en mellan två och fem kilometer bred zon längs Nissans dalgång. Svenskarna undvek strid och flera blockhus övergavs. Den 30 oktober nådde den danska armén Västra Jära by, nära dagens korsning mellan Nissastigen och riksväg 40. Danskarna fick kännedom om ett starkt befäst blockhus österut där svenskarna tänkte göra motstånd. I gryningen den 31 oktober sändes den danska förtruppen ut under ledning av Christoffer von Dohna. Den bestod av cirka 1 800 man varav två tredjedelar infanteri och resten rytteri.

## Slaget
Vid middagstid kom danskarna fram till en trång passage och uppförsbrant. På höjden vid vägen låg blockhuset där svenskarna väntade. Längs krönet hade även skyttevärn av stockar och ris lagts upp. Denna skans vid Getaryggen var en viktig angelägenhet även på högsta ort. Kung Erik XIV hade själv utfört en skiss av den. Tidigare under året hade han sänt sin byggmästare, Arendt de Roy, att övervaka befästningsarbetet. Där hade svenskarna dragit samman ett tusental man, både fotfolk och ryttare. Bland dessa fanns veteraner från slaget vid Axtorna. Dessutom förstärktes truppen av ett talrikt bondeuppbåd från trakten.   
Den svenska styrkan på nära 2 000 man leddes av adelsmannen Peder Kristersson Siöblad. Den danska styrkan var ungefär lika stor men mera stridsvan, bättre rustad och hade bättre ledning. Det danska infanteriet tog sig uppför branten samtidigt som rytteriet kringgick försvarslinjens södra flank där de bröt igenom och stormade in i det svenska fältlägret. Efter en strid stormade danskarna de svenska ställningarna varvid försvaret bröt samman och övergick i flykt. Sannolikt dödades flera hundra svenskar men betydligt färre i den danska armén.   

## Efter slaget
Striden innebar att danskarna fördröjdes och att svenskarna hann försvåra framryckningen över Dumme mosse. Under tiden hann svenskarna även evakuera och bränna Jönköping.  
Den danske fältöversten Daniel Rantzaus framryckning var en del i det som senare kom att kallas Rantzaus räd eller Rantzaus vinterfälttåg 1567-1568.
Vid fältarbeten och metalldetektering på platsen gjordes 2013 ett större antal fynd. Drygt hundra föremål med direkt anknytning till striden har påträffats. En utställning om slaget och fynden finns på Miliseum, Militärhistoriskt museum i Skillingaryd.
Sedan 2012 är Getaryggen en skyddad fornlämning.